# Giải tích lồi

Đa diện lồi trong không gian 3 chiều. Giải tích lồi không chỉ bao gồm nghiên cứu các tập con lồi trong không gian Euclid mà còn có các hàm lồi trong không gian trừu tượng.

Giải tích lồi là một nhánh của toán học nghiên cứu về tính chất của hàm lồi và tập lồi với những ứng dụng trong tối ưu hóa lồi, một lĩnh vực con của lý thuyết tối ưu hóa.

## Tập lồi
Tập lồi là một tập C ⊆ X, với X là một không gian vectơ, sao cho với mọi x, y ∈ C và λ ∈ [0, 1] thì
{\displaystyle \lambda x+(1-\lambda )y\in C}.

## Hàm lồi
Hàm lồi là một hàm f : X → R ∪ {±∞} với giá trị thuộc tập số thực mở rộng thỏa mãn bất đẳng thức Jensen: với x, y ∈ X và λ ∈ [0, 1] ta có
{\displaystyle f(\lambda x+(1-\lambda )y)\leq \lambda f(x)+(1-\lambda )f(y)}.
Nếu f cũng thỏa dạng ngặt của bất đẳng thức trên thì f được gọi là hàm lồi chặt.
Một cách tương đương, hàm lồi là hàm giá trị thực (mở rộng) có trên đồ thị
{\displaystyle \left\{(x,r)\in X\times \mathbf {R} :f(x)\leq r\right\}}
là một tập lồi.

## Hàm lồi liên hợp
Hàm lồi liên hợp của một hàm giá trị thực mở rộng f : X → R ∪ {±∞} (không nhất thiết phải là hàm lồi) là hàm f* : X* → R ∪ {±∞} với X* là không gian đối ngẫu của X, và
{\displaystyle f^{*}\left(x^{*}\right)=\sup _{x\in X}\left\{\left\langle x^{*},x\right\rangle -f(x)\right\}.}

### Hàm song liên hợp
Hàm song liên hợp của một hàm f : X → R ∪ {±∞} là hàm liên hợp của hàm liên hợp, thường được viết là f** : X → R ∪ {±∞}. Hàm song liên hợp đóng vai trò hữu ích trong việc xác định khi nào xảy ra đối ngẫu mạnh hoặc đối ngẫu yếu (thông qua hàm nhiễu).
Với mọi x ∈ X, bất đẳng thức f**(x) ≤ f(x) được suy ra từ bất đẳng thức Young–Fenchel. Đối với hàm lồi chính thường, f = f** khi và chỉ khi f lồi và nửa liên tục dưới, theo định lý Fenchel–Moreau.

## Cực tiểu hóa lồi
Bài toán cực tiểu hóa lồi (gốc) là một bài toán có dạng
{\displaystyle \inf _{x\in M}f(x)}
sao cho f : X → R ∪ {±∞} là hàm lồi và M ⊆ X là một tập lồi.

### Bài toán đối ngẫu
Trong lý thuyết tối ưu hóa, nguyên lý đối ngẫu phát biểu rằng các bài toán tối ưu có thể xem từ cả hai phía, phía bài toán gốc và phía bài toán đối ngẫu.
Tổng quát, cho hai cặp đối ngẫu các không gian lồi địa phương tách được (X, X*) và (Y, Y*). Với một hàm f : X → R ∪ {+∞} cho trước, ta có thể định nghĩa bài toán gốc là tìm x sao cho
{\displaystyle \inf _{x\in X}f(x).}
Các điều kiện chế ước (nếu có) có thể được gắn vào hàm f bằng cách đặt f = f + I với I là hàm chỉ thị ứng với điều kiện đó. Gọi F : X × Y → R ∪ {±∞} là hàm nhiễu sao cho F(x, 0) = f(x).
Bài toán đối ngẫu ứng với hàm nhiễu đã chọn được cho bởi
{\displaystyle \sup _{y^{*}\in Y^{*}}-F^{*}\left(0,y^{*}\right)}
với F* là hàm lồi liên hợp theo cả hai biến của F.
Khoảng cách đối ngẫu là hiệu giữa vế phải và vế trái của bất đẳng thức
{\displaystyle \sup _{y^{*}\in Y^{*}}-F^{*}\left(0,y^{*}\right)\leq \inf _{x\in X}F(x,0).}
Nguyên lý này giống với nguyên lý về đối ngẫu yếu. Nếu cả hai vế bằng nhau thì bài toán được gọi là đạt đối ngẫu mạnh.
Có nhiều điều kiện để xảy ra đối ngẫu mạnh, chẳng hạn như:
- F = F** với F là hàm nhiễu liên hệ bài toán gốc và bài toán đối ngẫu, và F** là hàm song liên hợp của F;
- bài toán gốc là bài toán tối ưu hóa tuyến tính;
- điều kiện Slater đối với một bài toán tối ưu hóa lồi.[8][9]

#### Đối ngẫu Lagrange
Đối với một bài toán cực tiểu hóa lồi với điều kiện ràng buộc viết dưới dạng bất đẳng thức,
minx f(x) sao cho gi(x) ≤ 0 với mọi i = 1, ..., m.
bài toán đối ngẫu Lagrange là
supu infx L(x, u) sao cho ui(x) ≥ 0 với mọi i = 1, ..., m.
trong đó hàm mục tiêu L(x, u) là hàm đối ngẫu Lagrange được định nghĩa như sau:
{\displaystyle L(x,u)=f(x)+\sum _{j=1}^{m}u_{j}g_{j}(x)}